# Gökçe-Talsperre
Die Gökçe-Talsperre (türkisch Gökçe Barajı) ist eine Talsperre am Gökçedere, einem Zufluss des Marmarameeres, in der Provinz Yalova im Nordwesten der Türkei.
Die Gökçe-Talsperre befindet sich 7 km südwestlich der Küsten- und Provinzhauptstadt Yalova im Hinterland der Marmarameeresküste.
Sie wurde in den Jahren 1980–1989 zur Trinkwasserversorgung von Yalova errichtet.
Das Absperrbauwerk ist ein 50 m hoher Steinschüttdamm.
Das Dammvolumen beträgt 1.330.000 m³. 
Der Stausee bedeckt bei Normalstau eine Fläche von 1,275 km². Der Speicherraum beträgt 25,5 Mio. m³.  
Die Talsperre liefert 36,6 Mio. m³ Trinkwasser im Jahr.